# Heteronyx amboinensis
Heteronyx amboinensis är en skalbaggsart som beskrevs av Moser 1920. Heteronyx amboinensis ingår i släktet Heteronyx och familjen Melolonthidae. Inga underarter finns listade i Catalogue of Life.